# Aeshna palmata
Aeshna palmata – gatunek ważki z rodziny żagnicowatych (Aeshnidae). 
Występuje w Kanadzie, Stanach Zjednoczonych i na Kamczatce. Zasiedla wody stojące i wolno płynące, porośnięte bujną roślinnością, zwykle na terenach zalesionych, niektóre populacje spotykane są na terenach otwartych.